# ダイムラー装甲車
ダイムラー装甲車は、第二次世界大戦中にイギリス軍が使用した装輪装甲車である。

## 概要
ダイムラー装甲車は、ダイムラー偵察車を基に開発された。ダイムラー偵察車はディンゴという名で知られ、軽量小型の偵察車であり、捜索や連絡任務に用いられた。これを大型化し、テトラーク戦車の砲塔を装備したものがダイムラー装甲車である。
偵察車のように、それは当時最も進歩的なデザインのいくつかを取り入れており、第二次世界大戦中のイギリスで最高の装甲戦闘車両の1つになった。試作車両は1939年に生産された。しかし、重量からトランスミッションに問題が起こり、1941年中ごろまで解決できなかったため戦線投入は遅れた。2,964両がダイムラー社によって製造された。
ダイムラー装甲車は、完全な独立懸架型装置を持ち、四輪駆動である。車軸内部の遊星歯車式の動力伝達機構は、最低速ギアで非常に低いギア比を可能としている。
起伏の多い不整地でも信頼性が高いことは、偵察と護衛任務には理想的だった。

## 戦歴
ダイムラー装甲車は、北アフリカの第11軽騎兵隊およびダービシャー連隊に属して戦闘に参加した。また、ヨーロッパでも用いられ、いくつかの車両は南東アジアにも送られた。
砲火力を向上させるため、ヨーロッパ戦線の若干のダイムラー装甲車は、2ポンド砲にリトルジョン・アダプターを取り付けた。これは、口径漸減の原理で砲弾を加速するものである。
ダイムラー装甲車は、イギリス領土に配備された部隊で1960年代まで使用された。これは、後継のコベントリー装甲車より長く就役している。

## 派生型

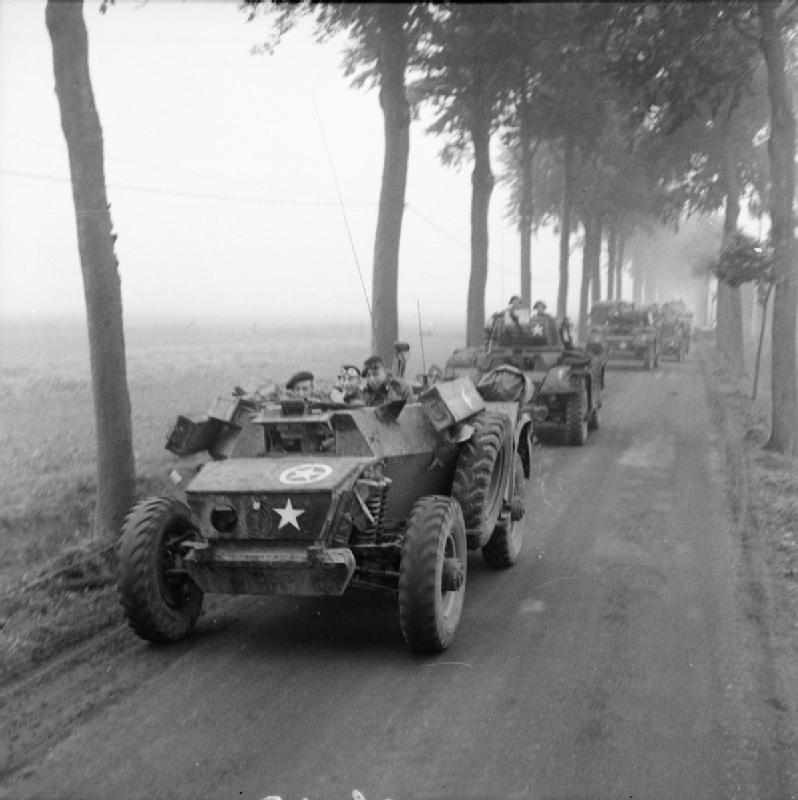
連隊指揮車両型のSawn-Off Daimler

マークI
マークI CS
火力支援用に76mm砲を備える。
マークII
改良型砲塔を装備。銃座を再設計しラジエーターを改良、操縦手席に脱出ハッチを設けた。
SOD（Sawn-Off Daimler）
砲塔を撤去した連隊指揮車型。

## 使用国
- オーストラリア
- ベルギー
- カナダ
- インド
- イスラエル
- マレーシア
- ニュージーランド
- スリランカ
- イギリス

## 参加戦争
- 第二次世界大戦
- ベトナム戦争
- 第一次中東戦争
- 印パ戦争
- スリランカ内戦

## 登場作品

### ゲーム
『R.U.S.E.』
イギリスの装甲偵察ユニットとして登場。
『The Saboteur』
武装親衛隊の装甲車として「AR-33」の名称で登場する。